# 脇坂綾
脇坂 綾（わきさか あや 1973年 - ）
旧姓名は神宮 綾。東京生まれ。

## 経歴
1996年 聖心女子大学卒業
1996年 テレビ東京入社
2003年 「鼠と肋骨」第46回群像新人文学賞優秀作
2016年 株式会社Bambina de Oro 代表取締役
最新作については古巣テレビ業界での起業からか詳細は不明。
過去作品の預言性を認知した読者から復帰を切望される人材の一人である。

## 作品リスト
- 鼠と肋骨（『群像』2003年6月号）
- 昼間の動物（『群像』2003年12月号）
- 青い玉（『群像』2005年7月号）